# آب‌جوی دریاکنار پرویی
آب‌جوی دریاکنار پرویی یا آب‌جوی موج‌سوار (نام علمی: Cinclodes taczanowskii)، گونه‌ای از پرندگان در زیرخانواده Furnariinae از خانواده تنورمرغان (Furnariidae) و بومی پرو است.
آب‌جوهای دریاکنار پرویی تک‌نماد هستند.